# Bleddyn ap Cynfyn

Bleddyn ap Cynfyn (overleden Ystrad Tywi 1075) was koning van Gwynedd (inclusief Powys) van 1063 tot zijn dood.
Bleddyn  was een zoon van Cynfyn ap Gwerystan en Angharad ferch Maredudd, en dus een halfbroer van Gruffudd ap Llywelyn, koning van Wales. Na diens overlijden in 1063 werd hij, in elk geval in Gwynedd en Powys, opgevolgd door Bleddyn en zijn broer Rhiwallon ap Cynfyn. In 1069 kwamen Gruffudds zonen Maredudd en Ithel in opstand tegen Bleddyn en Rhiwallon. De opstand werd neergeslagen, en Maredudd en Ithel kwamen om, maar dat gold ook voor Rhiwallon, zodat Bleddyn hierna alleen de heerschappij over Noord-Wales voerde.
Bleddyn en Rhiwallon zetten het bondgenootschap van Gruffudd met Aelfgar voort, via een militaire verbintenis met Aelfgars zoon Morcar nadat deze graaf van Northumbria was geworden in 1065. Hun troepen vochten mogelijk mee in de Slag bij Stamford Bridge. Ook steunde Bleddyn Eadric Cild in 1068 en Morcar en diens oudere broer Edwin, graaf van Mercia, in 1069 in hun opstanden tegen Willem de Veroveraar. Beide opstanden mislukten, waarbij Edwin sneuvelde en Morcar de rest van zijn leven in gevangenschap zou doorbrengen.
In 1075 trok Bleddyn naar het zuiden. Er zijn aanwijzingen dat hij een overheerschappij over Deheubarth had, maar zeker is dat niet. Hoe dan ook, de kronieken vertellen dat hij stierf door verraad in de handen van Rhys ab Owain.
Bleddyn werd opgevolgd door Trahaearn ap Caradog. Zijn zoons Cadwgan, Iorwerth en Maredudd stichtten later de tweede dynastie van Powys.